# پرسکوپولس ۵۲۹۸
سیارک ۵۲۹۸ (به انگلیسی: 5298 Paraskevopoulos، نامگذاری:1966PK) پنج هزار و دویست و نود و هشتمین سیارک کشف شده‌است که در ۷ اوت ۱۹۶۶ کشف شد.